# Kobyla (Silésie)
Pour les articles homonymes, voir Kobyla.
Kobyla (en allemand Wilhelmsthal) est une localité polonaise de la gmina de Kornowac, située dans le powiat de Racibórz en voïvodie de Silésie.